# Даир
Даир (каз. Дайыр; год рождения неизвестен — 1786 год), хан части Среднего жуза, третий сын султана Барака, внук Турсын-хана.

## Биография
После смерти своего отца Барак-султана Даир-султан воспитывался у родственников в окрестностях Туркестана. В 1760—1780-х гг. возглавил несколько найманских родов и кочевал в Приаралье, низовьях Сырдарьи. В середине 1770-х годов старшины родов тортуыл (найманы), каракесек (аргыны) и некоторых коныратских родов избрали Даира своим ханом. В это время Даир женился на дочери хана Абылая от его старшей жены Карашаш ханым. После смерти Абылая, Даир в июне 1781 года просил Оренбургского губернатора И. А. Рейнсдорпа утвердить его также ханом Старшего жуза. Его прошение осталось без ответа.